# Barrage de Kırklareli
Le barrage de Kırklareli est un barrage en Turquie. La rivière émissaire du barrage est appelée Şeytandere (« rivière démon ») ou Büyük Dere (« Grande rivière »). Après plusieurs confluence avec de nombreuses autres rivières, elle se jette dans la rivière Ergene Nehri dont les eaux vont se mêler à celle du fleuve Meriç (Maritsa/Évros) à la frontière avec la Grèce.

## Sources
- (en) www.dsi.gov.tr/tricold/kirklare.htm Site de l'agence gouvernementale turque des travaux hydrauliques